# Министерство водных ресурсов Индии
Министерство водных ресурсов Индии — министерство Индии, которое отвечает за разработку и администрирование норм, правил и законов, касающихся развития и регулирования водных ресурсов в стране. По данным за май 2023 года главой министерства является министр Гажендра Сингх Шекхават.

## История
Министерство было образовано в январе 1985 года после разделения Министерства ирригации и энергетики (Ministry of Irrigation and Power). В июле 2014 года организация была переименована в «Министерство водных ресурсов, развития рек и омоложения Ганга». В мае 2019 года Министерство было объединено с Министерством питьевой воды и санитарии и образовало Министерство Джал Шакти.
В состав Министерства входят следующие организации:
- Совет управления Бансагар[англ.] (Bansagar Control Board)
- Совет реки Бетва[англ.] (Betwa River Board)
- Совет Брахмапутры (Brahmaputra Board)
- Центральный совет по подземным водам (Central Ground Water Board)
- Центральная почвенно-материальная исследовательская станция (Central Soil and Materials Research Station)
- Центральная исследовательская станция водоснабжения и энергетики (Central Water and Power Research Station)
- Центральная водная комиссия (Central Water Commission)
- Проект Дамбы Фаракка (Farakka Barrage Project)
- Комиссия по борьбе с наводнениями Ганга (Ganga Flood Control Commission)
- Контрольный орган Нармада (Narmada Control Authority)
- Национальный институт гидрологии[англ.], Рурки
- Национальные Проекты Строительной Корпорации (National Projects Construction Corporation Limited)[9]
- Национальное агентство водного развития (National Water Development Agency)
- Северо-Восточный региональный институт водного и земельного хозяйства (North Eastern Regional Institute of Water and Land Management (NERIWALM))
- Комитет по строительству плотины Сардар Саровар[англ.] (Sardar Sarovar Construction Advisory Committee)
- Совет Тунгабхадры (Tungabhadra Board)
- Правление реки Верхняя Джамна (Upper Yamuna River Board)
- Консультационные услуги по водоснабжению и энергетике (WAPCOS Limited[англ.])

Центральное управление подземных вод (Central Ground Water Authority) было основано в 1970 году в соответствии с Законом о защите окружающей среды при Министерстве водных ресурсов Индии. Он отвечает за «предоставление научных материалов для управления, исследования, мониторинга, оценки, увеличения и регулирования ресурсов подземных вод страны». Это научная организация, в которую входят гидрологи, гидрометеорологи, гидрогеологи, геофизики, химики и инженеры.

## Министры
|                              | Имя                                                           | Изображение                  | Срок пребывания в должности  | Срок пребывания в должности  | Срок пребывания в должности                              | Партия                                                                  | Премьер-министр                                          |
| Министерство водных ресурсов | Министерство водных ресурсов                                  | Министерство водных ресурсов | Министерство водных ресурсов | Министерство водных ресурсов | Министерство водных ресурсов                             | Министерство водных ресурсов                                            | Министерство водных ресурсов                             |
| ---------------------------- | ------------------------------------------------------------- | ---------------------------- | ---------------------------- | ---------------------------- | -------------------------------------------------------- | ----------------------------------------------------------------------- | -------------------------------------------------------- |
| 1                            | Б. Шанкарананд (англ. B. Shankaranand)                        |                              | 25 сентября 1985             | 22 августа 1987              | 1 год 331 день                                           | Индийский национальный конгресс                                         | Раджив Ганди                                             |
| 2                            | Раджив Ганди                                                  |                              | 22 августа 1987              | 10 ноября 1987               | 80 дней                                                  | Индийский национальный конгресс                                         | Раджив Ганди                                             |
| 3                            | Рам Нивас Мирдха (англ. Ram Niwas Mirdha)                     |                              | 10 ноября 1987               | 14 февраля 1988              | 96 дней                                                  | Индийский национальный конгресс                                         | Раджив Ганди                                             |
| 4                            | Динеш Сингх (англ. Dinesh Singh)                              |                              | 14 февраля 1988              | 25 июня 1988                 |                                                          | Индийский национальный конгресс                                         | Раджив Ганди                                             |
| (1)                          | Б. Шанкарананд                                                |                              | 25 июня 1988                 | 4 июля 1989                  |                                                          | Индийский национальный конгресс                                         | Раджив Ганди                                             |
| 5                            | М. М. Джакоб (англ. M. M. Jacob)                              |                              | 4 июля 1989                  | 2 декабря 1989               |                                                          | Индийский национальный конгресс                                         | Раджив Ганди                                             |
| 6                            | Манубхаи Котадия (англ. Manubhai Kotadia)                     |                              | 6 декабря 1989               | 5 ноября 1990                | 334 дня                                                  | Джаната дал                                                             | Сингх, Вишванат Пратап                                   |
| 6                            | Манубхаи Котадия (англ. Manubhai Kotadia)                     | 21 ноября 1990               | 26 апреля 1991               | 156 дней                     | Джаната Парти (англ. Samajwadi Janata Party (Rashtriya)) | Чандра Шекхар                                                           |                                                          |
| 7                            | Чандра Шекхар                                                 |                              | 26 апреля 1991               | 21 июня 1991                 | Джаната Парти (англ. Samajwadi Janata Party (Rashtriya)) | Чандра Шекхар                                                           | 56 дней                                                  |
| 8                            | Видья Чаран Шукла                                             |                              | 21 июня 1991                 | 17 января 1996               | 4 года 210 дней                                          | Индийский национальный конгресс                                         | Нарасимха Рао, Памулапарти Венката                       |
| 9                            | А. Р. Антулай (англ. A. R. Antulay)                           |                              | 17 января 1996               | 16 мая 1996                  | 120 дней                                                 | Индийский национальный конгресс                                         | Нарасимха Рао, Памулапарти Венката                       |
| 10                           | Ваджпаи, Атал Бихари                                          |                              | 16 мая 1996                  | 1 июня 1996                  | 16 дней                                                  | Бхаратия джаната парти                                                  | Ваджпаи, Атал Бихари                                     |
| 11                           | Гуджрал, Индер Кумар                                          |                              | 1 июня 1996                  | 29 июня 1996                 | 28 дней                                                  | Джаната дал                                                             | Деве Говда, Хараданахалли Доддеговда                     |
| 12                           | Джанешвар Мишра (англ. Janeshwar Mishra)                      |                              | 29 июня 1996                 | 9 июня 1997                  | 345 дней                                                 | Самаджвади парти                                                        | Деве Говда, Хараданахалли ДоддеговдаГуджрал, Индер Кумар |
| 13                           | Ола, Сис Рам                                                  |                              | 9 июня 1997                  | 19 марта 1998                | 283 дня                                                  | Всеиндийский конгресс Индиры (англ. All India Indira Congress (Tiwari)) | Гуджрал, Индер Кумар                                     |
| (10)                         | Ваджпаи, Атал Бихари                                          |                              | 19 марта 1998                | 13 октября 1999              | 1 год 208 дней                                           | Бхаратия джаната парти                                                  | Ваджпаи, Атал Бихари                                     |
| 14                           | Прамод Махаджан (англ. Pramod Mahajan)                        |                              | 13 октября 1999              | 22 ноября 1999               | 40 дней                                                  | Бхаратия джаната парти                                                  | Ваджпаи, Атал Бихари                                     |
| 15                           | C. П. Тхакур (англ. C. P. Thakur)                             |                              | 22 ноября 1999               | 27 мая 2000                  | 187 дней                                                 | Бхаратия джаната парти                                                  | Ваджпаи, Атал Бихари                                     |
| 16                           | Арджун Чаран Сетхи (англ. Arjun Charan Sethi)                 |                              | 27 мая 2000                  | 22 мая 2004                  | 3 года 361 день                                          | Биджу джаната дал                                                       | Ваджпаи, Атал Бихари                                     |
| 17                           | Прия Ранджан Дасмунси (англ. Priya Ranjan Dasmunsi)           |                              | 23 мая 2004                  | 18 ноября 2005               | 1 год 179 дней                                           | Индийский национальный конгресс                                         | Сингх, Манмохан                                          |
| 18                           | Сантош Мохан Дев (англ. Santosh Mohan Dev)                    |                              | 18 ноября 2005               | 29 января 2006               | 72 дня                                                   | Индийский национальный конгресс                                         | Сингх, Манмохан                                          |
| 19                           | Сайфуддин Соз (англ. Saifuddin Soz)                           |                              | 29 января 2006               | 22 мая 2009                  | 3 года 113 дней                                          | Индийский национальный конгресс                                         | Сингх, Манмохан                                          |
| 20                           | Кумар, Мейра                                                  |                              | 28 мая 2009                  | 31 мая 2009                  | 3 дня                                                    | Индийский национальный конгресс                                         | Сингх, Манмохан                                          |
| 21                           | Сингх, Манмохан                                               |                              | 31 мая 2009                  | 14 июня 2009                 | 14 дней                                                  | Индийский национальный конгресс                                         | Сингх, Манмохан                                          |
| 22                           | Паван Кумар Бансал (англ. Pawan Kumar Bansal)                 |                              | 14 июня 2009                 | 19 января 2011               | 1 год 219 дней                                           | Индийский национальный конгресс                                         | Сингх, Манмохан                                          |
| 23                           | Салман Хуршид (англ. Salman Khurshid)                         |                              | 19 января 2011               | 12 июля 2011                 | 174 дня                                                  | Индийский национальный конгресс                                         | Сингх, Манмохан                                          |
| (22)                         | Паван Кумар Бансал (англ. Pawan Kumar Bansal)                 |                              | 12 июля 2011                 | 28 октября 2012              | 1 год 108 дней                                           | Индийский национальный конгресс                                         | Сингх, Манмохан                                          |
| 24                           | Хариш Рават (англ. Harish Rawat)                              |                              | 28 октября 2012              | 1 февраля 2014               | 1 год 96 дней                                            | Индийский национальный конгресс                                         | Сингх, Манмохан                                          |
| 25                           | Гулам Наби Азад (англ. Ghulam Nabi Azad)                      |                              | 1 февраля 2014               | 26 мая 2014                  | 114 дней                                                 | Индийский национальный конгресс                                         | Сингх, Манмохан                                          |
|                              | Министерство водных ресурсов, развития рек и омоложения Ганга |                              |                              |                              |                                                          |                                                                         |                                                          |
| 26                           | Ума Бхарти (англ. Uma Bharti)                                 |                              | 26 мая 2014                  | 3 сентября 2017              | 3 года 100 дней                                          | Бхаратия джаната парти                                                  | Моди, Нарендра                                           |
| 27                           | Нитин Гадкари (англ. Nitin Gadkari)                           |                              | 3 сентября 2017              | 30 мая 2019                  | 1 год 269 дней                                           | Бхаратия джаната парти                                                  | Моди, Нарендра                                           |
|                              | Министерство Джал Шакти                                       |                              |                              |                              |                                                          |                                                                         |                                                          |
| 28                           | Гажендра Сингх Шекхават (англ. Gajendra Singh Shekhawat)      |                              | 31 мая 2019                  | 9 июня 2024                  | 5 лет 9 дней                                             | Бхаратия джаната парти                                                  | Моди, Нарендра                                           |